# テパイア・クックサベージ
テパイア・クックサベージ（Tepaea Cook-Savage、2001年2月8日 - ）は、ニュージーランドのラグビー選手。

## プロフィール
- ニュージーランド・カイタイア出身[1]。
- ポジションはウィング(WTB)、フルバック(FB)。
- 身長 188cm、体重 98kg

## 略歴
2021年、ワイカトに加入。
2024年、パリ五輪の7人制ニュージーランド代表に選ばれた。